# 弗雷登島
弗雷登島是俄羅斯的島嶼，屬於法蘭士約瑟夫地群島的一部分，位於葉瓦利夫島西南8.5公里，由阿爾漢格爾斯克州負責管轄，長9公里、寬5公里，最高點海拔高度165米。